# Чжу Милэй
Чжу Милэй (кит. трад. 朱米樂 англ. Zhu Mi lei, род. 24 августа 1984, в провинции Цзилинь) — китайская шорт-трекистка. Участвовала в Олимпийских играх 2006 года, чемпионка мира 2006 года.

## Спортивная карьера
Чжу Милэй впервые выступила на международной арене в 2002 году на юниорском чемпионате мира в Чхунчхоне, где завоевала бронзовую медаль на 500 м и серебряную в эстафете. В 2003 году на зимней Универсиаде в Тарвизио завоевала золотую медаль на дистанции 3000 м и две серебряные на 1500 м и в эстафете. На следующий год в январе выступала на юниорском чемпионате мира в Пекине и там взяла серебро в эстафете, следом на командном чемпионате мира в Санкт-Петербурге выиграла серебро с командой. На Национальном открытом чемпионате по шорт-треку в Цицикаре 2004 года Чжу Милэй завоевала все 4 золотые медали в соревнованиях.
В начале 2005 на зимней Универсиаде в Инсбруке выиграла серебро на 500 м и бронзу в эстафете, а в марте на командном чемпионате мира в Чхунчхоне вновь оказалась серебряной медалисткой, далее ещё дважды выигрывала серебро в Монреале 2006 и Будапеште 2007 годах. На чемпионате мира в Миннеаполисе стала впервые чемпионкой мира, выиграв в эстафете в составе Ван Мэн, Фу Тяньюй, Чэн Сяолэй и Ван Вэй..
Чжу Милэй участвовала на Олимпийских играх в Турине, но оставалась в качестве запасной в эстафете. В 2007 году она выиграла золотую медаль эстафеты на зимних Азиатских играх в Чанчуне. С 2004 по 2007 год Чжу на этапах Кубка мира выиграла 4 золотых, 9 — серебряных, две бронзовых медали.